# گمراه و رهاشده
گمراه و رهاشده (ایتالیایی: Sedotta e abbandonata) فیلمی در ژانر کمدی به کارگردانی پیترو جرمی است که در سال ۱۹۶۴ منتشر شد. از بازیگران آن می‌توان به استفانیا ساندرلی، سارو اورزی، لاندو بوتزانکا، لئوپولدو تریئسته، آلدو پولیزی و اومبرتو اسپادارو اشاره کرد.
سارو اورزی جایزه بهترین بازیگر مرد جشنواره فیلم کن سال ۱۹۶۴ میلادی را برای بازی در این فیلم دریافت کرد.